# The Winner (serie televisiva)
The Winner è una sitcom statunitense creata da Ricky Blitt, trasmessa per la prima volta su Fox il 4 marzo 2007. 
La sitcom è prodotta da Ricky Blitt e Seth MacFarlane. Il titolo provvisorio di questa serie era Becoming Glen. Nel 2002 è stato realizzato un episodio pilota per la Fox con Johnny Galecki nel ruolo di Glen.
Al Family Guy Live di Montreal del 21 luglio 2007, Seth MacFarlane ha detto "Sembra che potrebbe esserci una vita futura per The Winner".  Tuttavia, la serie è stata ufficialmente cancellata il 16 maggio 2007.

## Trama
La sitcom vede come protagonista un uomo di successo di 43 anni e mezzo di nome Glen Abbott (interpretato da Rob Corddry) che ripensa al periodo in cui aveva 30 anni e viveva con i suoi genitori nel 1994 a Buffalo.

## Episodi
| N. | Titolo originale                        | Prima TV      |
| -- | --------------------------------------- | ------------- |
| 1  | Pilot                                   | 4 marzo 2007  |
| 2  | The Single Dates                        | 4 marzo 2007  |
| 3  | Broken Home                             | 11 marzo 2007 |
| 4  | What Happens in Albany, Stays in Albany | 11 marzo 2007 |
| 5  | Glen's New Friend                       | 18 marzo 2007 |
| 6  | Hot for Teacher                         | 18 marzo 2007 |

## Personaggi
- Glen Abbott (Rob Corddry): un uomo di successo di 43 anni e mezzo che ripensa a quando aveva 31 anni e viveva con i suoi genitori. Aveva appena perso la verginità, a 31 anni, con la sua ex insegnante di inglese. Cercò anche di uscire con la sua vicina, Alison McKeller, e fece amicizia con il figlio di lei, Josh McKeller.
- Ron Abbott (Lenny Clarke): il padre deluso di Glen Abbott e marito infelice di Irene Abbott. La sua personalità è paragonabile a quella di Frank Barone di Tutti amano Raymond o di Frank Costanza di Seinfeld, anche se in misura minore.
- Josh McKeller (Keir Gilchrist): figlio di Alison McKeller e amico di Glen Abbott. Glen e Josh sono amici separati da diversi anni, il che dà vita a un'amicizia inaspettata. Di solito Glen aiuta Josh con i suoi problemi relazionali.
- Irene Abbott (Linda Hart): l'amorevole madre di Glen. Sembra che lei supporti Glen molto più del marito e solitamente è disposta ad aiutarlo quando ha dei problemi.
- Alison McKeller (Erinn Hayes): la madre di Josh e amica di Glen. Le imprese di Glen solitamente consistono nel mantenere un rapporto con lei, a volte con l'aiuto di Josh.